# Суха (притока Бережниці)
Суха — річка в Україні, у Верховинському районі Івано-Франківської області, ліва притока Бережниці (басейн Дунаю).

## Опис
Довжина річки приблизно 6  км. Формується з багатьох безіменних струмків.

## Розташування
Бере початок на південно-східних схилах гори Чорний Грунь. Тече переважно на південний схід і на південному заході від села Криворівня впадає в річку Бережницю, ліву притоку Чорного Черемоша.